# Vrčin
Vrčin (serb. Врчин) – przedmieście Belgradu (Serbia); 9 100 mieszkańców (2006). Przemysł spożywczy.